# Inner Circle
Inner Circle – jamajski zespół reggae założony w 1968 przez braci Iana i Rogera Lewis. Wykonawcy m.in. „Bad Boys”, „Sweat (A La La La La Long)”, „Everything is Great”, „Games People Play”.
Grupa wystąpiła w jamajskim filmie Rockers z 1978 roku. W 2016 roku zagrali na Przystanku Woodstock.

## Skład zespołu[3]
- Ian Lewis – gitara basowa, wokal wspierający
- Bernard (Touter) Harvey – instrumenty klawiszowe, wokal wspierający
- Lancelot Hall – perkusja, instrumenty perkusyjne
- Roger Lewis – gitara, wokal wspierający

### Byli członkowie
- Stephen „Cat” Coore (gitara, 1968–1973)
- Michael „Ibo” Cooper (instrumenty klawiszowe, 1968–1973)
- William Stewart (perkusja, 19??–1973)
- Irvin „Carrot” Jarrett (instrumenty perkusyjne, 1970–1972)
- William „Bunny Rugs” Clarke (śpiew, 1970–1972)
- Charles Farquharson (instrumenty klawiszowe, 1973–1980)
- Calvin McKenzie (perkusja, 1973–1980)
- Jacob Miller (śpiew, 1974–1980)
- Rick Hunt (gitara, śpiew, 1982)
- Michael Sterling (gitara, śpiew, 1982–1987)
- Calton Coffie (śpiew, 1986–1994)
- Kris Bentley (śpiew, 1994–2008)
- Jr. Jazz (śpiew, gitara, 2008–20??)

## Dyskografia
- 1974 Rock The Boat
- 1975 Blame It To The Sun
- 1976 Reggae Thing
- 1977 Ready For The World
- 1978 Heavyweight Dub
- 1978 Killer Dub
- 1979 Everything Is Great
- 1980 New Age Music
- 1982 Something So Good
- 1986 Black Roses
- 1987 One Way
- 1990 Rewind!, Pt.2: The Singers
- 1991 Identified
- 1992 Bad To The Bone
- 1994 Bad Boys
- 1994 Reggae Dancer
- 1997 Da Bomb
- 1997 Greatest Hits
- 1998 Speak My Language
- 1999 Jamaika Me Crazy
- 2000 Big Tings
- 2001 Jah Jah People
- 2001 Barefoot In Negril
- 2004 This Is Crucial Reggae
- 2009 State of da World (planowany na styczeń 2008, ale został wydany 25 sierpnia rok później)